# Ptarmica sachokiana
Ptarmica sachokiana là một loài thực vật có hoa trong họ Cúc. Loài này được (Sosn.) Klokov & Krytzka miêu tả khoa học đầu tiên năm 1984.